# Athina Cenci
Athina Cenci, née le 13 mars 1946 sur l'île de Kos sur l'archipel du Dodécanèse italien, est une actrice, une animatrice de télévision et une scénariste italienne, devenue femme politique. Elle a notamment remporté deux David di Donatello de la meilleure actrice dans un second rôle.

## Biographie
Athina Cenci naît en 1946 sur l'île de Kos, alors sous contrôle italien. Elle grandit à Prato en Toscane et débute comme actrice comique. Elle se produit dans les cabarets et théâtres accompagnée d'Alessandro Benvenuti et de Paolo Nativi (it). Ils forment ensemble le trio comique Giancattivi (it). Nativi décède en 1976 et est remplacé par Franco Di Francescantonio (it) puis Antonio Catalano et enfin Francesco Nuti.
Le trio devient célèbre en participant à l'émission Non stop (it) diffusé sur la Rai et animé par Enzo Trapani. Sous la direction d'Allesandro Benvenuti, le trio profite de son succès et apparaît à l'affiche du film Ad ovest di Paperino puis de Era una notte buia e tempestosa.... Le départ de Nuti avant le tournage du second film scelle la fin du groupe.
Elle débute alors une prolifique carrière d'actrice et tourne dans de nombreux films italiens au cours des années 1980 et 1990. Elle interprète notamment le rôle de la bonne dans le film Pourvu que ce soit une fille (Speriamo che sia femmina) de Mario Monicelli, prestation qui lui vaut ses premiers prix cinématographiques. Elle est l'une des nombreuses figures féminines de l'unique thriller de Franco Ferrini, Caramelle da uno sconosciuto. On la retrouve également à l'affiche de nombreuses comédies, dont Compagni di scuola de Carlo Verdone, Miracolo italiano d'Enrico Oldoini ou Benvenuti in casa Gori et sa suite Ritorno a casa Gori réalisés par Alessandro Benvenuti.
Elle tourne également pour la télévision, comme dans la mini-série Il corraggio di Anna de Giorgio Capitani ou elle donne la réplique à Edwige Fenech ou dans la série Dio vede e provvede d’Enrico Oldoini ou elle joue le rôle de la mère supérieure protégeant Angela Finocchiaro. À la demande de la Rai et d'Italia 1, elle présente et anime également quelques émissions pendant cette période. En 1999, elle est élue au conseil de la ville de Florence en tant que membre du nouveau parti des Démocrates de gauche.
En 2001, elle subit une hémorragie intra-cérébrale et se retire pour se soigner. Après une longue période de repos, elle fait son retour lors d'évènements mondains en 2014.

## Filmographie

### Au cinéma
- 1982 : Ad ovest di Paperino d'Alessandro Benvenuti
- 1982 : Era una notte buia e tempestosa... d'Alessandro Benvenuti
- 1986 : Pourvu que ce soit une fille (Speriamo che sia femmina) de Mario Monicelli
- 1986 : Yuppies 2 d'Enrico Oldoini
- 1987 : La Famille (La famiglia) d'Ettore Scola
- 1987 : Topo Galileo de Francesco Laudadio
- 1987 : Caramelle da uno sconosciuto de Franco Ferrini
- 1987 : A fior di pelle de Gianluca Fumagalli (it)
- 1988 : Compagni di scuola de Carlo Verdone
- 1988 : Il Volpone de Maurizio Ponzi
- 1988 : Casa mia casa mia... (it) de Neri Parenti
- 1988 : I giorni del commissario Ambrosio de Sergio Corbucci
- 1989 : I taràssachi de Francesco Ranieri Martinotti et Rocco Mortelliti (it)
- 1990 : Benvenuti in casa Gori d'Alessandro Benvenuti
- 1991 : Zitti e mosca d'Alessandro Benvenuti
- 1993 : Bonus Malus de Vito Zagarrio
- 1993 : Fiorile de Paolo et Vittorio Taviani
- 1994 : Miracolo italiano d'Enrico Oldoini
- 1996 : Jack Frusciante è uscito dal gruppo d'Enza Negroni (de)
- 1996 : Ritorno a casa Gori d'Alessandro Benvenuti
- 1997 : Donna di piacere de Paolo Fondato (de)
- 1998 : I miei più cari amici d'Alessandro Benvenuti
- 2000 : Rosa e Cornelia de Giorgio Treves
- 2000 : Al momento giusto de Giorgio Panariello

### À la télévision

#### Séries télévisées
- 1992 : Il corraggio di Anna de Giorgio Capitani
- 1993 : Delitti privati
- 1992 : Alta società
- 1996 : Dio vede e provvede d’Enrico Oldoini
- 1996 : Uno di noi, épisode Bambino padre
- 1998 : Il Mastino

#### Téléfilms
- 1989 : Blu elettrico d'Elfriede Gaeng
- 1998 : La madre inutile de José María Sánchez (it)
- 1999 : A due passi dal cielo de Sergio Martino
- 2001 : Gli Amici di Gesù – Giuda d'Elisabetta Marchetti (it)

### Comme scénariste

#### Au cinéma
- 1982 : Era una notte buia e tempestosa... d'Alessandro Benvenuti

## Prix et distinctions
- Nomination au David di Donatello de la meilleure actrice débutante en 1982 pour Ad ovest di Paperino.
- David di Donatello de la meilleure actrice dans un second rôle en 1986 pour Pourvu que ce soit une fille (Speriamo che sia femmina).
- Ciak d'oro de la meilleure actrice dans un second rôle en 1986 pour Pourvu que ce soit une fille (Speriamo che sia femmina).
- Nomination au Ruban d'argent de la meilleure actrice dans un second rôle en 1986 pour Pourvu que ce soit une fille (Speriamo che sia femmina).
- David di Donatello de la meilleure actrice dans un second rôle en 1989 pour Compagni di scuola.
- Nomination au Ruban d'argent de la meilleure actrice dans un second rôle en 1992 pour Benvenuti in casa Gori.
- Nomination au David di Donatello de la meilleure actrice dans un second rôle en 1998 pour I miei più cari amici.
- Nomination au David di Donatello de la meilleure actrice dans un second rôle en 2001 pour Rosa e Cornelia.